# Hucun, Henan
Hucun (kinesiska: 胡村, 胡村乡) är en socken i Kina. Den ligger i provinsen Henan, i den centrala delen av landet, omkring 170 kilometer nordost om provinshuvudstaden Zhengzhou. Antalet invånare är 58 126. Befolkningen består av 28 626 kvinnor och 29 500 män. Barn under 15 år utgör 21,0 %, vuxna 15-64 år 69 %, och äldre över 65 år 8,0 %.
Genomsnittlig årsnederbörd är 623 millimeter. Den regnigaste månaden är juli, med i genomsnitt 194 mm nederbörd, och den torraste är januari, med 3 mm nederbörd.